# Pierre Boussaguet

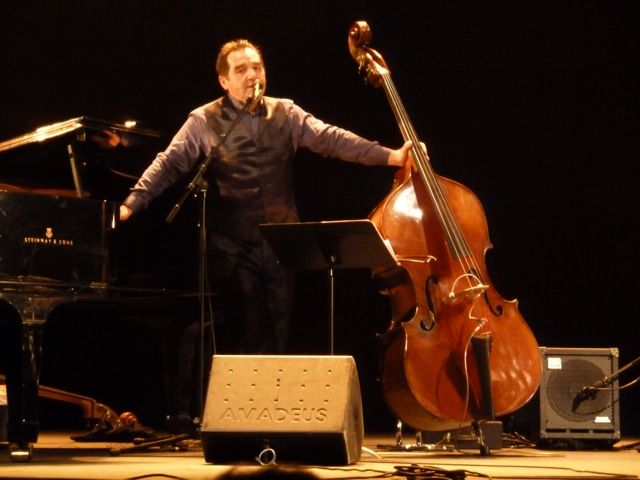
Pierre Boussaguet

Pierre Boussaguet (* 12. November 1962 in Albi) ist ein französischer Jazzmusiker (Kontrabass, Komposition).

## Leben und Wirken
Pierre Boussaguet lernte erst Akkordeon, wechselte unter dem Eindruck eines Konzertes von Ray Bryant zum Kontrabass. Seine Ausbildung erhielt er von dem Bassisten Jean Cros. 1982 spielte er in der Band von Gérard Badini, mit dem Saxophonisten Guy Lafitte und tourte 1984 mit dem Bassisten Ray Brown als Duo Two Bass Hits durch Europa. Er spielte außerdem mit Harry Sweets Edison, Clark Terry, Johnny Griffin, Jimmy Rowles, Monty Alexander, Joe Pass, Kenny Burrell, Barney Kessel, Boulou und Elios Ferré. 2002 begleitete er Diana Krall auf ihrer Welttournee. Regelmäßig spielte er im Trio von Niels Lan Doky und mit einem eigenen Quartett. 2010 legte er ein Soloalbum vor. Zu hören ist er auch auf Christian Escoudés Album Joue Brassens: Au bois de mon cœur (2011).
Boussaguet steht in der Hardbop-Tradition von Pierre Michelot und Henri Texier; in seinem Bassspiel finden sich Bebop-Elemente wieder wie auch die Swing- und Mainstream-Jazz-Tradition.

## Diskografie (Auswahl)
- 1988 – Ray Brown, Pierre Boussaguet, Dado Moroni: Two Bass Hits
- 1997 – Guy Lafitte, Pierre Boussaguet: Crossings
- 1998 – Charme
- 2001 – Jean-Charles Capon, Christian Escoudé, Pierre Boussaguet: Paris Ma Muse
- 2007 – From the Duke to the King
- 2010 – Pour ou contrebasse
- 2014 – Pierre Boussaguet, Carles GR: Reflets – Reflejos